# جون بورلاند
جون بورلاند (بالإنجليزية: John Borland)‏ (28 يناير 1977 في المملكة المتحدة - ) هو لاعب كرة قدم بريطاني في مركز الوسط. لعب مع سكونثورب يونايتد ونادي أكرينغتون ستانلي ونادي بيرنلي ونادي تشورلي وBrigg Town F.C. ‏ وColne F.C. ‏ وRossendale United F.C. ‏ وLiversedge F.C. ‏.

## وصلات خارجية
- جون بورلاند على موقع Soccerbase.com (لاعب) (الإنجليزية)